# Monsheim
Monsheim là một đô thị thuộc huyện Alzey-Worms, bang Rheinland-Pfalz, nước Đức. Đô thị Monsheim có diện tích 9,6 km². Đô thị này tọa lạc ở the small river Pfrimm, cự ly khoảng 10 km về phía tây của Worms. Monsheim là thủ phủ của Verbandsgemeinde ("đô thị tập thể") Monsheim.
Năm 1969, làng Kriegsheim đã được sáp nhập vào Monsheim. 